# Município de Bloomfield (condado de Logan, Ohio)
Localização do Ohio nos E.U.A.
O município de Bloomfield (em inglês: Bloomfield Township) é um município localizado no condado de Logan no estado estadounidense de Ohio. No ano 2010 tinha uma população de 430 habitantes e uma densidade populacional de 7,27 pessoas por km².

## Geografia
O município de Bloomfield encontra-se localizado nas coordenadas 40° 24′ 39″ N, 83° 58′ 03″ O. Segundo o Departamento do Censo dos Estados Unidos, o município tem uma superfície total de 59,12 km², da qual 59,08 km² correspondem a terra firme e (0,07%) 0,04 km² é água.

## Demografia
Segundo o censo de 2010, tinha 430 pessoas residindo no município de Bloomfield. A densidade de população era de 7,27 hab./km².